# Eiken (Noorwegen)
Eiken is een dorp en een voormalige gemeente in de provincie Agder in Noorwegen. De gemeente bestond tussen 1916 en 1963. In het eerste jaar werd de gemeente Hægebostad-Eiken gesplitst, in 1963 werden de beide gemeenten weer samengevoegd, nu onder de naam Hægebostad. In het dorp Eiker staat een houten kerk uit 1817. De parochie is onderdeel van het decanaat Lister in het bisdom Agder og Telemark van de Noorse kerk.